# Daniel Pinteño
Daniel Pinteño (Málaga, 9 de junio de 1985) es un violinista y director de orquesta español especializado en la interpretación históricamente informada. Es director de Concerto 1700 desde su fundación en el año 2015. 

## Biografía
Inicia su formación musical como violinista en el Conservatorio Profesional de Música de Murcia. En el año 2003 se traslada a Zaragoza para cursar sus estudios superiores en el Conservatorio Superior de Música de Aragón. Posteriormente, se traslada a Karlsruhe (Alemania) para continuar con su perfeccionamiento de la mano del violinista Nachum Erlich.
A su vuelta a España, en 2010, comienza sus estudios de musicología en la Universidad de La Rioja a la vez que empieza a orientar su carrera hacia la interpretación históricamente informada. Comienza sus estudios de violín barroco simultáneamente en el Conservatoire à Rayonnement Régional de Toulouse con el violinista suizo Gilles Colliard y en el Real Conservatorio Superior de Música de Madrid con Hiro Kurosaki. Ha recibido masterclasses de artistas como Enrico Onofri, Anton Steck, Enrico Gatti, Catherine Manson, Jaap ter Linden, entre otros.
Tras finalizar sus estudios musicales empieza a colaborar con algunas de las formaciones de música antigua más importantes a nivel nacional como Forma Antiqva (Aarón Zapico), La Ritirata (Josetxu Obregón), Accademia del Piacere (Fahmi Alqhai), Al Ayre Español (Eduardo López Banzo), etc. Fruto de esta colaboración ha participado en grabaciones para Radio Televisión Española, Glossa, ABC Classics, Arte TV, etc.
En el año 2015 funda Concerto 1700 con el que desarrolla una intensa labor de recuperación de patrimonio musical hispano principalmente del siglo XVIII. Pinteño ha estrenado recuperaciones en tiempos modernos de obras de José de Torres, Francisco Hernández Illana o José de Herrando.
Daniel Pinteño ha dirigido Concerto 1700 en algunos de los festivales más importantes a nivel nacional como el Festival Internacional de Santander, la Quincena Musical de San Sebastián, el Ciclo de Músicas Históricas del Auditorio de León, la Primavera Barroca del Auditorio Príncipe Felipe de Oviedo, el Festival de Música Antigua de Sevilla o el ciclo Universo Barroco dependiente del Centro Nacional de Difusión Musical.
En el año septiembre de 2018 es invitado a dirigir la Australian Brandenburg Orchestra en una gira por diferentes ciudades australianas con un programa centrado en la música del Madrid del siglo XVIII.
Paralelamente a la publicación de su primer disco como director de Concerto 1700, en el que se recoge música inédita de José de Torres, crea en 2018 el sello discográfico 1700 Classics.Desde entonces ha publicado 8 trabajos discográficos centrados en el patrimonio musical hispano del siglo XVIII.
En 2023 recibe el «Premio a la Producción Artística» otorgado por el Ayuntamiento de Málaga y la Fundación La Caixa.
En 2025 gana el «Premio a Mejor Album de Clásica» en los Premio MIN 2025 por su álbum «Back to Follia!».

## Discografía
- 2016: "Antonio Caldara: The Cervantes Operas". La Ritirata, Josetxu Obregón (director). Glossa.[18]
- 2016: "The Jommelli Album: Arias for alto". Filippo Mineccia (contratenor), Nereydas, Javier U. Illán (director). PanClassics.[19]
- 2017: "Neapolitan Concertos for various instruments". La Ritirata, Josetxu Obregón (director). Glossa.[20]
- 2018: "Antonio Soler: Obra vocal en latín". La Grande Chapelle. Albert Recasens (director). Lauda Música.[21]
- 2018: "Monteverdi Sessions". Musica Ficta, Ensemble Fontegara, Raúl Mallavibarrena (director). Enchiriadis.[22]
- 2018: "José de Torres (ca.1670-1738): Amoroso Señor". Aurora Peña (soprano), Concerto 1700, Daniel Pinteño (director). 1700 Classics.[23]
- 2019: "Italy in Spain: Violin Sonatas in late 18th-century Madrid". Concerto 1700, Daniel Pinteño (violín y director). 1700 Classics.[24]
- 2021: "Antonio Literes: Sacred Cantatas for Alto". Carlos Mena (contratenor), Concerto 1700, Daniel Pinteño (director). 1700 Classics.[25]
- 2021: Gaetano Brunetti: Divertimenti a violino, viola e violoncello. Concerto 1700, Daniel Pinteño (violín y director). 1700 Classics.[26]
- 2022: José Castel (1737-1807): String Trios. Concerto 1700, Daniel Pinteño (violín y director). 1700 Classics.[27]
- 2023: Domenico Scarlatti (1685-1757): Amorosi Accenti. Ana Vieira Leite (soprano), Concerto 1700, Daniel Pinteño (director). 1700 Classics.[28]
- 2024: Back to Follia! Concerto 1700, Daniel Pinteño (director). 1700 Classics.[29]
- 2025: Gaetano Brunetti: String Quartets Op. 3. Concerto 1700, Daniel Pinteño (violín y director). 1700 Classics.[30]

## Premios y becas
- 2017: Premio Circuitos FestClásica 2017 en la categoría Música Antigua, como director de Concerto 1700.[31]
- 2019: Beca Leonardo 2019 a investigadores y creadores culturales de la Fundación BBVA.[32]
- 2023: «Premio a la Producción Artística» otorgado por el Ayuntamiento de Málaga y la Fundación La Caixa.[33]
- 2025: «Premio a Mejor Album de Clásica» en los Premio MIN 2025 por su álbum «Back to Follia!».[17]